# Hatherleigh
Hatherleigh – miasto w Anglii, w hrabstwie Devon, w dystrykcie West Devon. Leży 39 km na zachód od miasta Exeter i 286 km na zachód od Londynu. W 2001 roku miasto liczyło 1306 mieszkańców.